# Boris Kochno

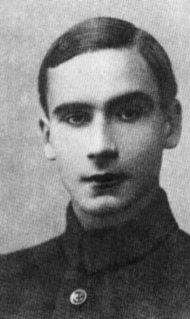
Boris Kochno als scholier

Boris Jevgenjevitsj Kochno (Russisch: Борис Евгеньевич Кохно) (Moskou, 3 januari 1904 – Parijs, 8 december 1990) was een Russisch dichter, danser en librettist. 

## Levensloop
Als zestienjarige had hij een verhouding met de componist Karol Szymanowski, die verschillende werken aan hem opdroeg. In 1920 werd hij secretaris en librettist van Sergej Diaghilev, en tevens korte tijd zijn minnaar. Kochno schreef het libretto van de Ballets Russes-balletten Mavra (1921), Les Fâcheux (1924), La Chatte (1927) en van Fils prodigue (1929). Hij had in deze periode ook een verhouding met de Amerikaanse componist Cole Porter, met wie hij langdurig in correspondentie bleef. 

## Na Diaghilev
Na Diaghilevs dood in 1929 trachtte hij samen met Serge Lifar de Ballets Russes bij elkaar te houden, maar dat mislukte. Kochno en Lifar erfden een deel van Diaghilevs archieven en verzamelingen. Een deel ervan werd aangekocht door de Bibliothèque nationale de France. 
In 1933 stichtte hij met George Balanchine het gezelschap Les Ballets 1933, waarmee hij die zomer debuteerde in het Théâtre des Champs-Élysées. Met de dichter en mecenas Edward James gaf hij de opdracht voor de laatste gezamenlijke productie van Bertolt Brecht en Kurt Weill, De Zeven Doodzonden, geleid door Balanchine. In de jaren dertig en veertig vormde hij een society-paar met de ontwerper Christian Bérard, tot aan diens vroege dood in 1949. 
Na de oorlog stichtte hij met Roland Petit de Ballets des Champs-Élysées. Later werd Kochno directeur van het ballet van Monte Carlo. 

## Publicaties
- Le Ballet en France du quinzième siècle à nos jours, Hachette, Parijs, 1954 met een originele litho van Pablo Picasso,
- Diaghilev and the Ballets Russes, 1960
- Diaghilev et les Ballets Russes, Fayard, Parijs, 1973
- Christian Bérard, teksten door Boris Kochno, Christian Bérard, John Russell, Jean Clair en Edmonde Charles-Roux, Thames and Hudson, 2003 (ISBN 9780500091913)
- Christian Bérard, Herscher, Parijs, 1987.